# 2015년 파키스탄 폭염
2015년 파키스탄 폭염은 2015년 6월부터 시작된 파키스탄의 폭염으로 신드 주, 펀자브 주, 발루치스탄 주에서 집중적으로 일어났다. 2015년 6월 27일 기준, 폭염으로 인한 사망자는 1,300명 이상이고 대부분이 카라치에서 일어났다. 2015년 폭염으로, 카라치에서는 1979년 기상 관측 이후 최고 온도에 도달했다. 이 폭염은 2015년 5월 일어나 2,500명이 사망한 2015년 인도 폭염에 뒤따라 일어났다.

## 원인
파키스탄 환경 보호 연맹의 전 총장인 아시프 수라는 이 폭염이 무분별한 산림 벌채, 아스팔트 포장 고속도로의 증가, 급격한 도시화로 악화된 지구 온난화로 일어났다고 구장했다. 그는 "지구의 평균 기온은 지난 100년동안 15.5 °C에서 16.2 °C 증가했으며, 이에 따라 우리는 극단적인 여름과 겨울을 경험하고 있다"라고 말했다. 또한, 수라는 파키스탄의 정교한 기상 예측 기술의 부족이 폭염의 피해를 더 키웠다고 발했다. 많은 파키스탄인이 낮 시간동안 먹거나 마시지 않는 라마단의 첫 날에 전기망이 끊겨 많은 사람들이 사망했다고 말했다.
파키스탄 기후변화부 장관인 세나토르 무사히둘라 칸은 인도 라자스탄 주의 석탄 발전 공장이 카라치의 무더위에 영향을 주었다고 말했다. 이 장관은 "석탄을 이용한 공장의 열기가 다른 비정상적인 기상 현상과 합쳐져 신드 주 지역 경계 지역에 무더위를 가져다 주었다"라고 말했다.
이 폭염은 낮 동안 아무것도 먹거나 마시지 않는 라마단 기간에 일어났다. 그 결과, 많은 사람들은 무더위 가운데서도 물과 음식을 먹을 수 없었다. 이는 최악의 시나리오로 가져다 주었다. 파키스탄의 영향력 큰 성직자는 만약 "종교에 신실하고 전문가인" 의사가 조언하는 경우 무슬림이 라마단을 깨고 낮동안 물을 마시거나 음식을 먹을 수 있다는 파트와를 선언했다.

## 영향 지역

### 카라치
카라치 도시 하나에서만 탈수와 일사병으로 1,140명이 사망했다. 신드 주 지역의 총 사망자수는 1,242명이다. 전체적으로, 압바시 사히드 병원에서 119명, 지나 대학원 의료 센터에서 279명, 시빌 병원에서 98명이 사망했으며, 그 외에도 사립 병원에서 수백명 가량이 사망했다. 이 폭염으로 인해 동물원의 동물 7마리가 사망했다. 이 폭염은 2015년 6월 18일부터 시작하여 6월 27일 하루에만 카라치에서 32명이 사망했다.
| 도시              | 주      | 사망자수 |
| ----------------- | ------- | -------- |
| 카라치            | 신드 주 | 1,140명  |
| 하이데라바드      | 신드 주 | 34명     |
| 나우사흐로 페로제 | 신드 주 | 3명      |
| 바딘              | 신드 주 | 5명      |
| 타타              | 신드 주 | 5명      |
| 타르파케르        | 신드 주 | 4명      |
| 총 합             |         | 1,300명  |

### 하이데라바드
하이데라바드에서는 2015년 6월 24일 하루에만 리아콰트 대학 의료 및 건강과학연구소에서 15명이 사망했다.

### 타타
신드 주의 타타 시에서는 5명이 사망했다.

### 타르파케르
보건부 장관은 6월 19일 정전이 일어난 이후 타르파케르 구에서 남성 1명, 영아 및 아이 2명 등 4명이 사망했다고 보고했다.

## 온도 기록
파키스탄 남부 지역에서 최고 온도를 기록했다. 라르카나에서는 49 °C를 기록했으며, 카라치 시의 시비에서도 49 °C를 기록했다. 펀자브 주 남부의 물탄에서는 40 °C를 기록했으며, 발루치스탄 주의 여러 지역도 폭염의 영향을 받아 시비와 투르바트에서는 49 °C의 온도를 기록했다. 카라치에서는 1979년 온도 관측 이후 최고 기록을 달성하였다.
| 날짜            | 장소         | 온도  |
| --------------- | ------------ | ----- |
| 2015년 6월 20일 | 카라치       | 45 °C |
| 2015년 6월 20일 | 라르카나     | 49 °C |
| 2015년 6월 20일 | 투르바트     | 49 °C |
| 2015년 6월 20일 | 시비         | 49 °C |
| 2015년 6월 20일 | 라힘야르칸   | 43 °C |
| 2015년 6월 20일 | 다두         | 44 °C |
| 2015년 6월 20일 | 물탄         | 40 °C |
| 2015년 6월 20일 | 나왑스하흐   | 41 °C |
| 2015년 6월 20일 | 하이데바라드 | 42 °C |

2015년 6월 24일, 고온과 사망자수가 점차적으로 "줄어들기" 시작했다고 보고했다. 카라치의 최고기온은 37 °C로, 관계자는 "57명이 사망했는데, 이는 전날의 300명에 비하면 매우 낮은 수치이다."라고 말했다.

## 구호 활동
파키스탄의 총리 나와즈 샤리프는 전기 회사에게 "라마단 기간 동안 정전이 되는 것을 용납하지 않을 것"이라고 말했다. 또한, 총리는 파키스탄 전역에 비상사태를 선포했다. 카라치 대학은 심각한 폭염으로 인해 시험을 한달간 연기했다. 신드 주 주지사 카임 알리 사흐는 카라치 및 신드 주의 모든 공공병원에 긴급사태를 선포했다.

## 같이 보기
- 2015년 인도 폭염
- 2017년 파키스탄 폭염